# Karen Borlaug Phillips
Karen Borlaug Phillips (geboren am 1. Oktober 1956 in Long Beach, Kalifornien) ist eine US-amerikanische Regierungsbedienstete und Managerin.

## Leben
Karen Borlaug Phillips studierte von 1973 bis 1974 an der Catholic University of Puerto Rico. Danach wechselte sie an die University of North Dakota, wo sie 1977 ihren Bachelor of Arts in Französisch und Spanisch und den Bachelor of Science in Wirtschaftswissenschaften mit summa cum laude ablegte. Anschließend arbeitete sie bis 1980 an der George Washington University als wissenschaftliche Mitarbeiterin. Daneben arbeitete sie ab Juli 1977 im Verkehrsministerium der Vereinigten Staaten als wissenschaftlicher Mitarbeiter und ab Oktober 1978 als Wirtschaftswissenschaftlerin im Bereich Industriepolitik.
Im Juni 1986 wechselte sie in den Mitarbeiterstab des US-Senats. Zuerst war sie im Beraterstab der mehrheitsführenden Republikaner im Ausschuss für Wirtschaft, Wissenschaft und Verkehr, ab Dezember 1985 als steuerwirtschaftliche Beraterin im Finanzausschuss und ab Januar 1987 als leitende wirtschaftswissenschaftliche Beraterin der Republikaner im Finanzausschuss.
Im Februar 1988 wurde sie von Präsident Ronald Reagan für den vakanten Sitz von Malcolm M. B. Sterrett in der Interstate Commerce Commission nominiert. Ihr Amt trat sie am 11. August 1988 an. 1991 erfolgte die Bestätigung für eine weitere Amtszeit bis zum 31. Dezember 1996. Am 11. November 1994 trat Phillips jedoch von ihrem Posten zurück. Ihr Sitz wurde nicht wieder besetzt. Sie wurde Vizepräsidentin der Association of American Railroads, der Lobbyorganisation der großen amerikanischen Bahngesellschaften. Hier war sie für den Bereich, Politik, Gesetzgebung, Kommunikation verantwortlich. In dieser Position blieb sie bis zum November 1998. Danach arbeitete sie als Präsidentin ihres Wirtschaftsberatungs- und Lobbyunternehmens Policy & Advocacy Associates.
Im Jahr 2000 wechselte sie zur Canadian National Railways und übernahm einen Vorstandsposten. Karen Phillips war zuletzt zuständig für den Bereich Public and Government Affairs (Regierungs- und Öffentlichkeitsangelegenheiten), insbesondere für die Lobby-Arbeit der Bahngesellschaft in den Vereinigten Staaten und Kanada. 2014 beendete sie diese Tätigkeit und ist seitdem wieder als Wirtschaftsberaterin und Lobbyistin selbstständig.
Karen Borlaug Phillips ist verheiratet mit Laurence Theodore Phillips und hat zwei Kinder.